# Peixotoa anadenanthera
Peixotoa anadenanthera là một loài thực vật có hoa trong họ Malpighiaceae. Loài này được C.E.Anderson mô tả khoa học đầu tiên năm 1982.